# La Cupola d'Oro
La Cupola d'Oro, menzionata anche come La Cupola d'Oro Music Hall, è stato un locale di Noviglio, particolarmente popolare tra gli anni 1970 e 1980.

## Storia

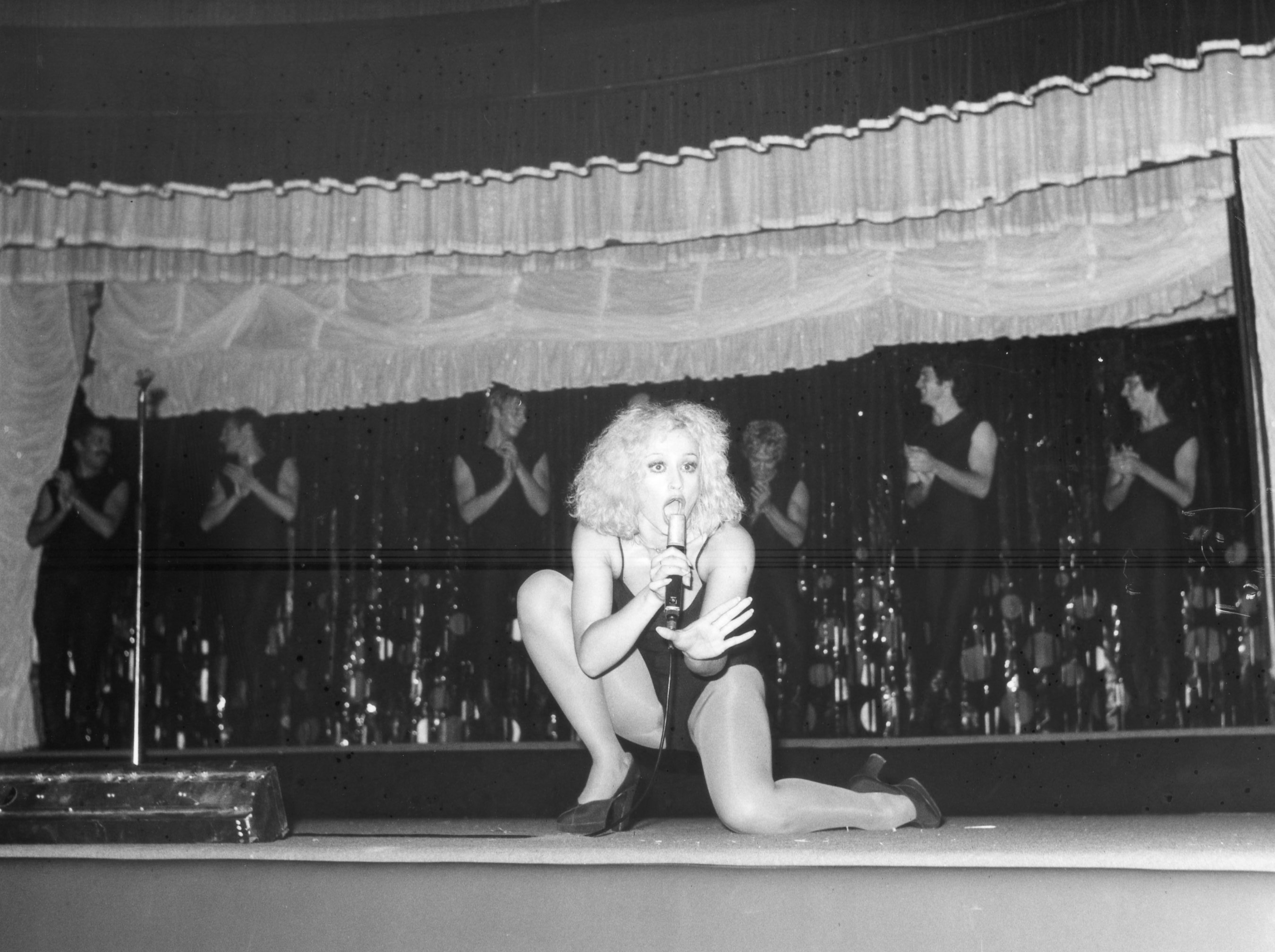
Raffaella Carrà, senza il suo consueto caschetto biondo, durante la sua esibizione alla Cupola d'Oro del 27 Settembre 1976 facente parte del Forte Forte Forte Show, tournèe tenutasi dal 1976 al 1978

La Cupola d'Oro fu fondata da Francesco Marmenti (1932-2016), di origini emiliane ma residente a Binasco dal 1964. 
Già gestore del "Castelletto" di Casarile (MI) assieme alla sorella Maria, per andare incontro alle esigenze di un pubblico più vasto realizzò La Cupola d'Oro a Noviglio, in frazione di Santa Corinna.

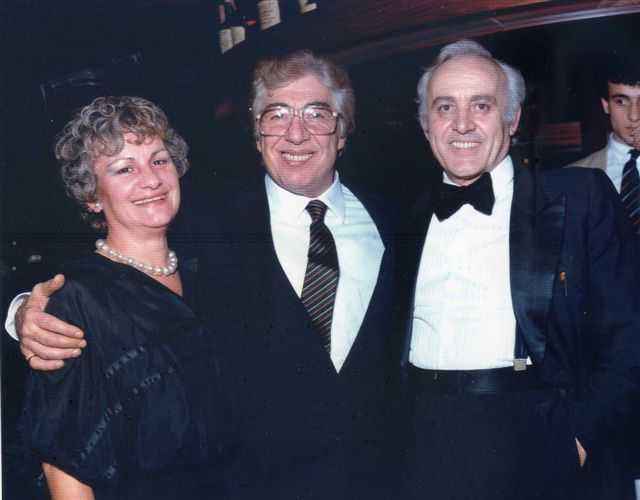
Francesco Marmenti con Gino Bramieri, in una foto degli anni '80 dopo uno spettacolo del comico milanese

Marmenti acquistò un grande appezzamento di terreno sulla strada Binasco-Casorate e in quel punto (nel territorio di Noviglio, ma più vicino a Binasco) prese forma la Cupola. Fu una costruzione che nella primavera del 1975, in una sola mattinata, fu eretta in tutte le sue considerevoli dimensioni: 36 metri di diametro e 12 di altezza. Ai lati poi si costruirono i due blocchi per ospitare bar-ristorante, cucine, dispense, caldaia e camerini per gli artisti. Il locale offriva la formula "cena più spettacolo" e fu in grado di produrre in proprio gli spettacoli di Music Hall analogamente a quanto avveniva nei locali di Parigi (come il Lido, al quale chiaramente s'ispirava) e delle altre grandi metropoli europee. I suoi balletti - che constavano di otto, dieci, a volte anche venti ballerini - in diverse occasioni furono invitati a esibirsi sulle navi da crociera della compagnia Costa e al Casinò di Sanremo.
Numerosi sono stati gli artisti apparsi sul palcoscenico della Cupola d'Oro (tra cui Raffaella Carrà, Gino Bramieri, Fred Bongusto, Nicola di Bari, Drupi, Alberto Lupo, Liana Orfei (con le coreografie di Gino Landi), Dee D. Jackson), nonché la compagnia del Lido di Parigi e le orchestre di Luciano Fineschi, Augusto Righetti, Casadei e altri. 
Francesco Marmenti ideò alcune formule di marketing particolari, come l'invio di carnet promozionali ai principali alberghi di Milano, alle grandi aziende lombarde e a diversi giornali che prevedevano per i propri clienti e lettori un trattamento preferenziale all'ingresso e il trasferimento, andata e ritorno, verso il locale, sempre ribadendo il concetto che la Cupola d'Oro era un locale di intrattenimento dedicato al Music Hall, cioè "cena più spettacolo"; da rilevare, tra l'altro, che si accedeva soltanto a coppie, "questo per significare" come riportato nell'articolo di un quotidiano milanese "che si tratta di un ritrovo tranquillo che esula dalla solita formula del night-club e del dancing".
La Cupola era stata progettata con una balconata circolare al piano superiore in grado di ospitare i clienti per la "bicchierata" (un servizio destinato a coloro che non cenavano). Molte grandi aziende scelsero la Cupola per festeggiare eventi coi loro dipendenti e rappresentanti e per le loro presentazioni, talora alla presenza di noti personaggi dello spettacolo.
Fino al 1986 il fondatore mantenne la proprietà del locale e la sua formula originaria; in seguito alla cessione del locale, i nuovi proprietari trasformarono il locale in una discoteca che sarebbe giunta di lì a poco alla chiusura. Prima della cessazione definitiva, il locale cambiò denominazione più volte: da "Fellini" a "Miami Club", fino a "Just Patrizia".
A pochi mesi dalla chiusura, presso la Cupola d'Oro si svolse un grande spettacolo a fini benefici organizzato dalla Lega Italiana per la lotta alla Sclerosi Multipla che vide la partecipazione di artisti come Walter Chiari, I Gatti di Vico Miracoli, Bruno Lauzi, Ezio Greggio. La serata, presentata da Marco Columbro con la partecipazione straordinaria di Adriano Celentano e Claudia Mori, si tenne il 27 gennaio 1986 e attirò l'attenzione anche delle reti televisive, contribuendo alla raccolta fondi per l'associazione a favore della lotta contro questa malattia. 

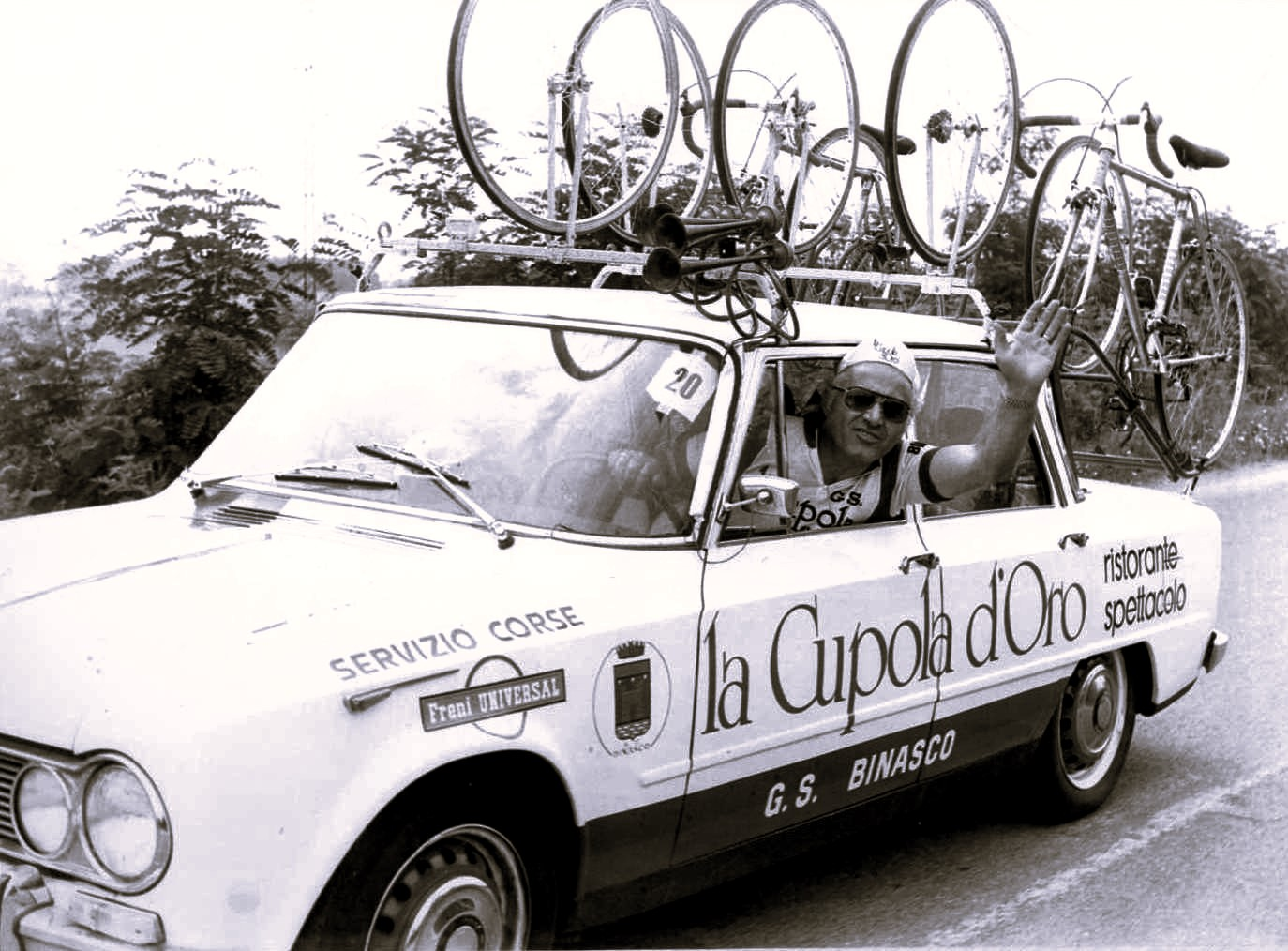
La macchina della Cupola d'Oro all'11º Giro d'Italia Dilettanti del 1980

La Cupola d'Oro è stata demolita nel 2022 per costruire al suo posto un centro sportivo.

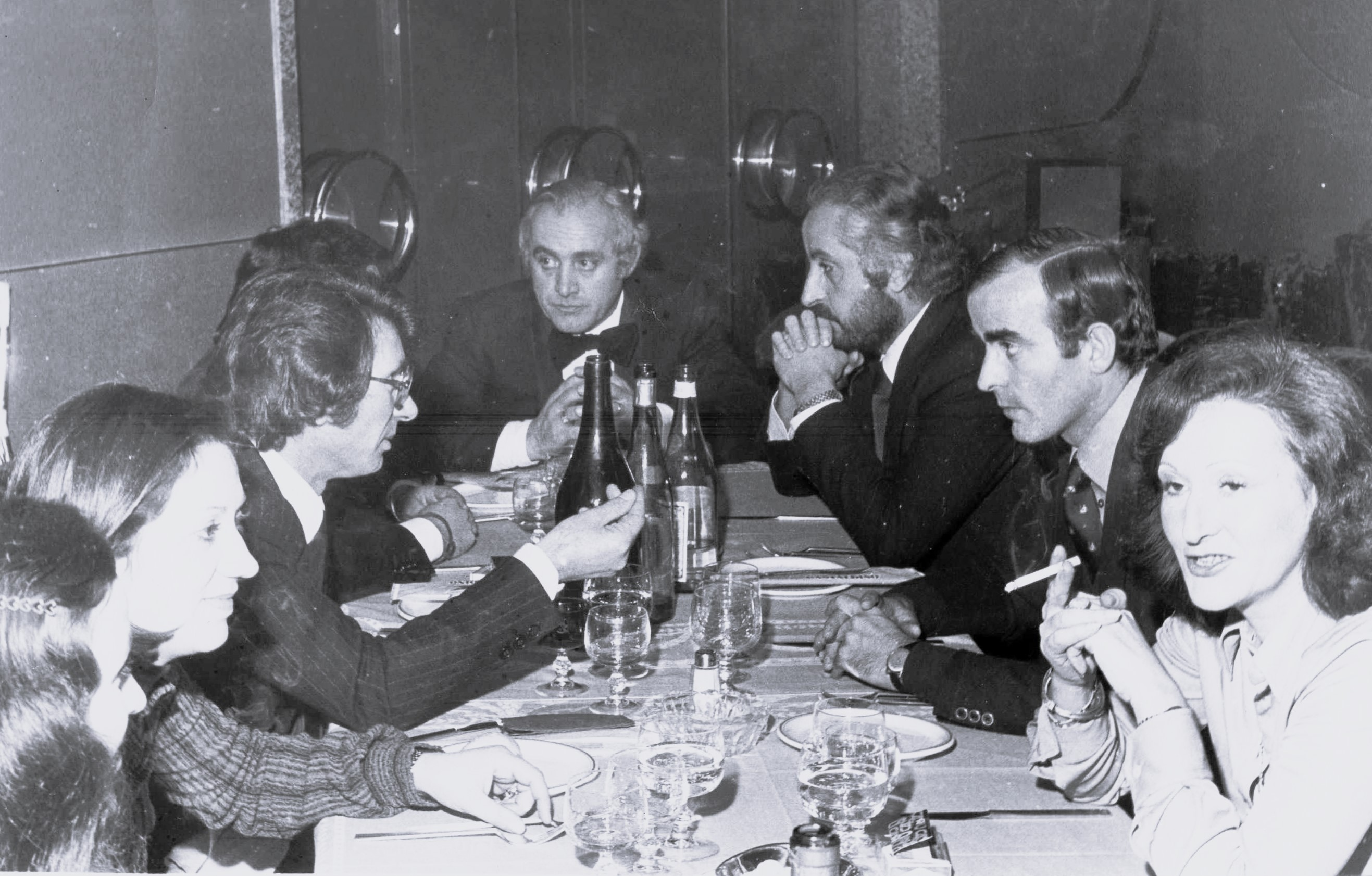
Il cantante Nicola Di Bari e il calciatore Mariolino Corso in una foto del 1975 alla Cupola d'Oro di Noviglio

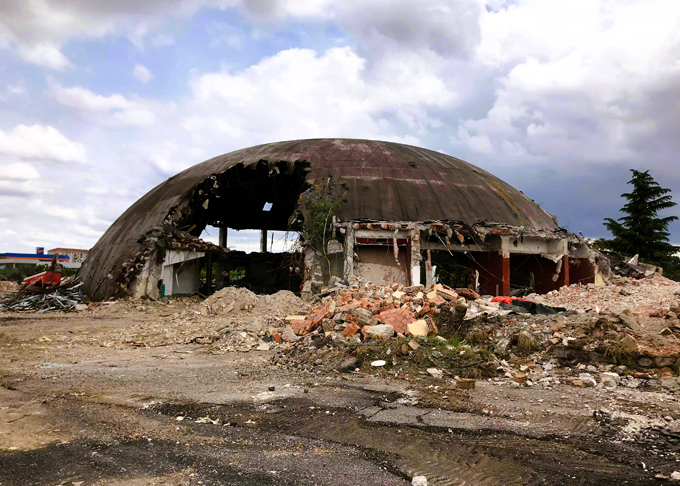
Durante le fasi della demolizione (2022)

## Caratteristiche costruttive
La caratteristica cupola sovrastante l'edificio, dalla quale derivò il nome del locale, fu una costruzione - progetto dell'ingegner Soldingher e di Luciano Giberti -  che utilizzava la tecnica binishell ideata dall'architetto bolognese Dante Bini. Fu realizzata in una sola mattinata il 24 aprile 1975. Inizialmente fu preparata una base rotonda in cemento armato sulla quale si appoggiò un grosso telo di gomma semisferico. Una volta riempito d'aria (assumendo la forma di una gigantesca arancia tagliata a metà), fu disposto su di esso un reticolo di molle in acciaio a raggiera; dentro ogni molla, utilizzando uno speciale macchinario, furono infilati dei robusti tondini di ferro che andavano ad incrociarsi l'uno all'altro. Il tutto fu infine ricoperto da una gittata di calcestruzzo.
In questo modo il complesso reticolo di molle, ingabbiato dal cemento, era in grado di mettere in tensione la struttura, creando una cupola che fu ricoperta da un altro telo da capotta. Con questa tecnica costruttiva sembra che siano stati realizzati solo 1600 edifici in tutto il mondo.

## Curiosità
Nel 1976 la Cupola servì da set di alcune scene del film Brogliaccio d'amore, un dramma a sfondo erotico interpretato da Enrico Maria Salerno e Senta Berger.
La serata inaugurale della Cupola d'Oro, tenutasi mercoledì 10 dicembre 1975, fu presentata dal campione di Lascia o raddoppia?, Gianluigi Marianini.

## Galleria d'immagini

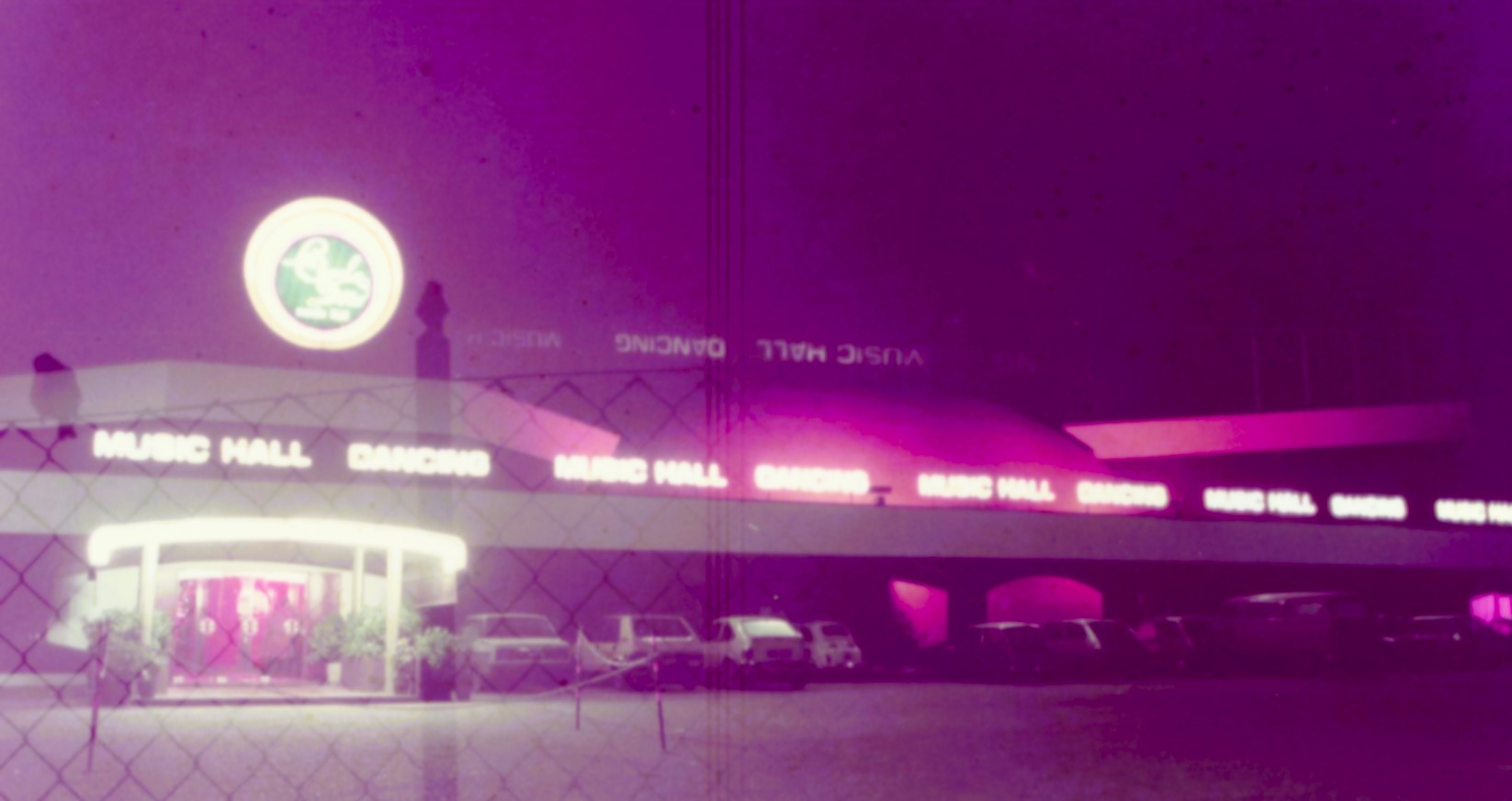
La Cupola d'Oro in una vecchia foto dell'epoca (pres. fine anni '70), Archivio Eredi Marmenti
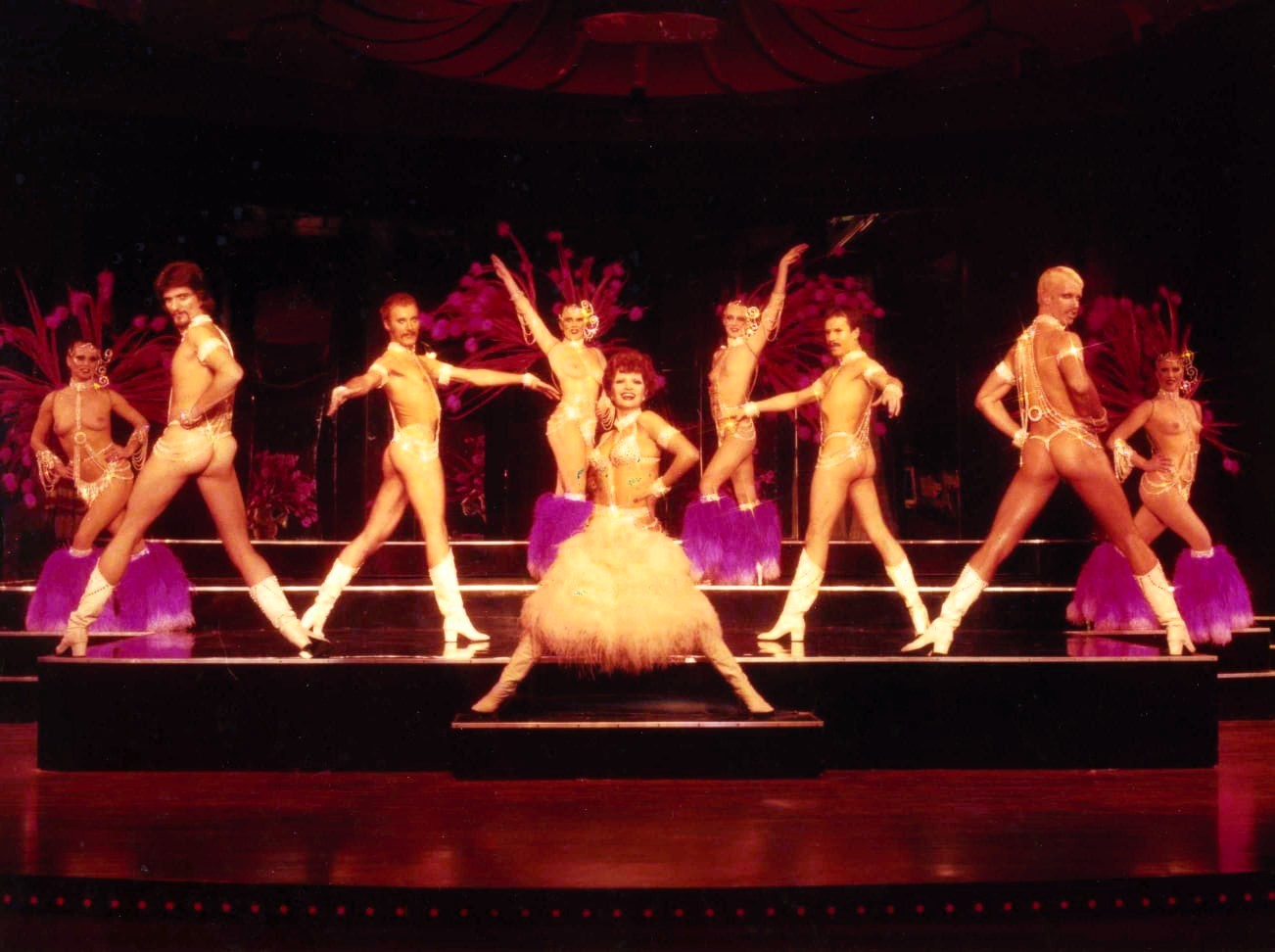
La cantante del Lido de Paris Anne Mc. Connell (serata tenuta alla Cupola d'Oro di Noviglio alla fine degli anni '70)
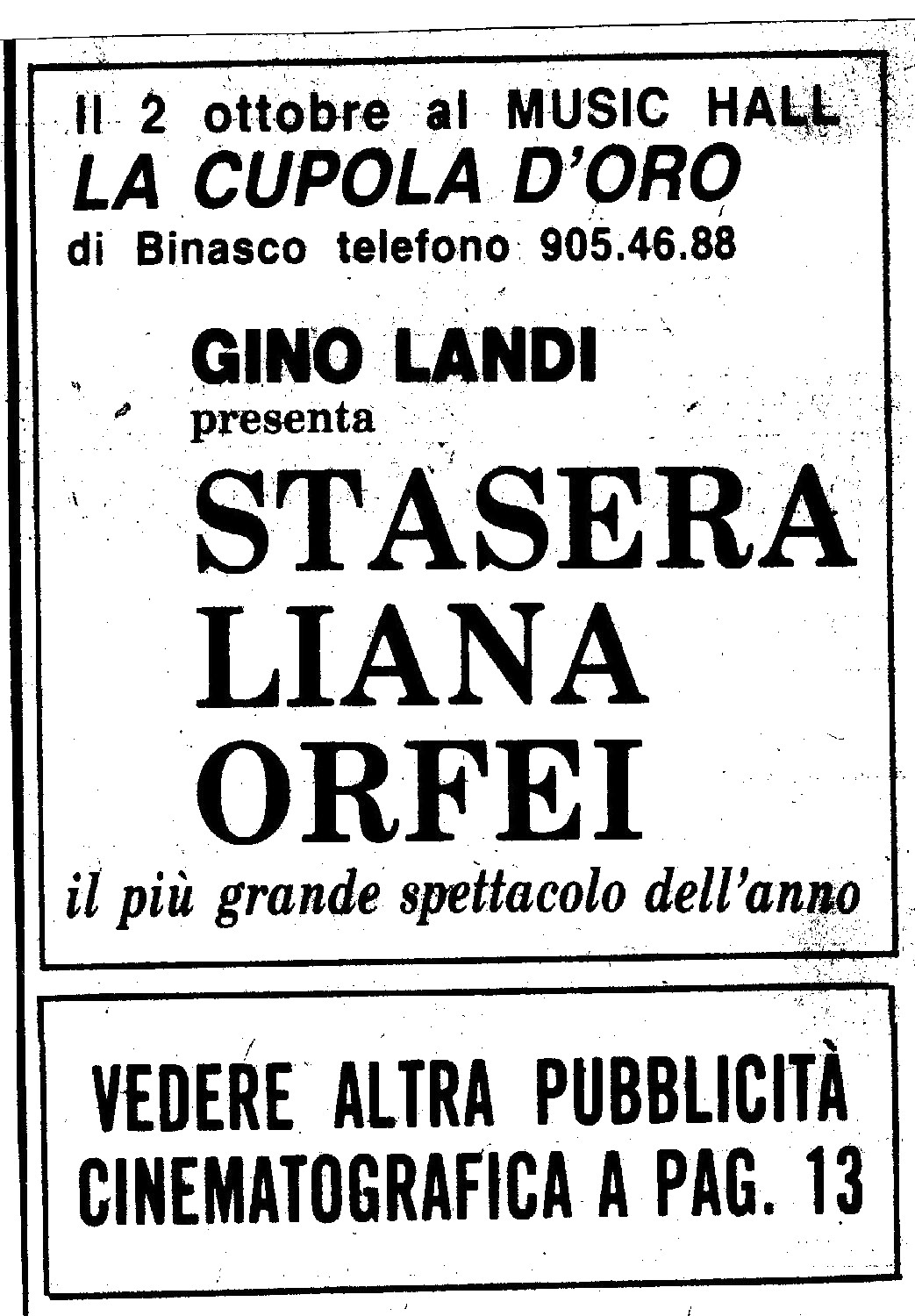
Locandina spettacolo G. Landi con Liana Orfei
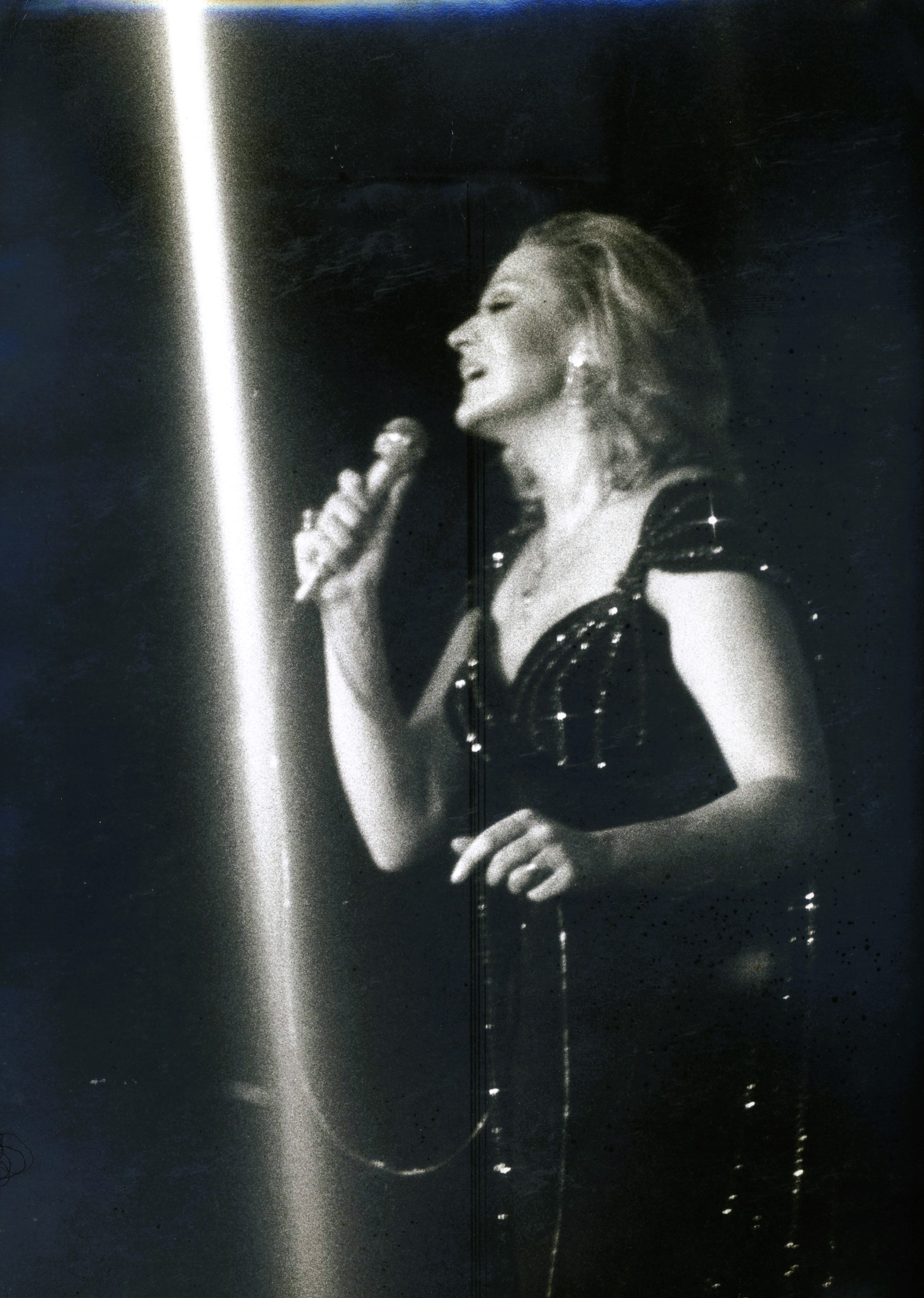
Liana Orfei, 2 Ottobre 1979
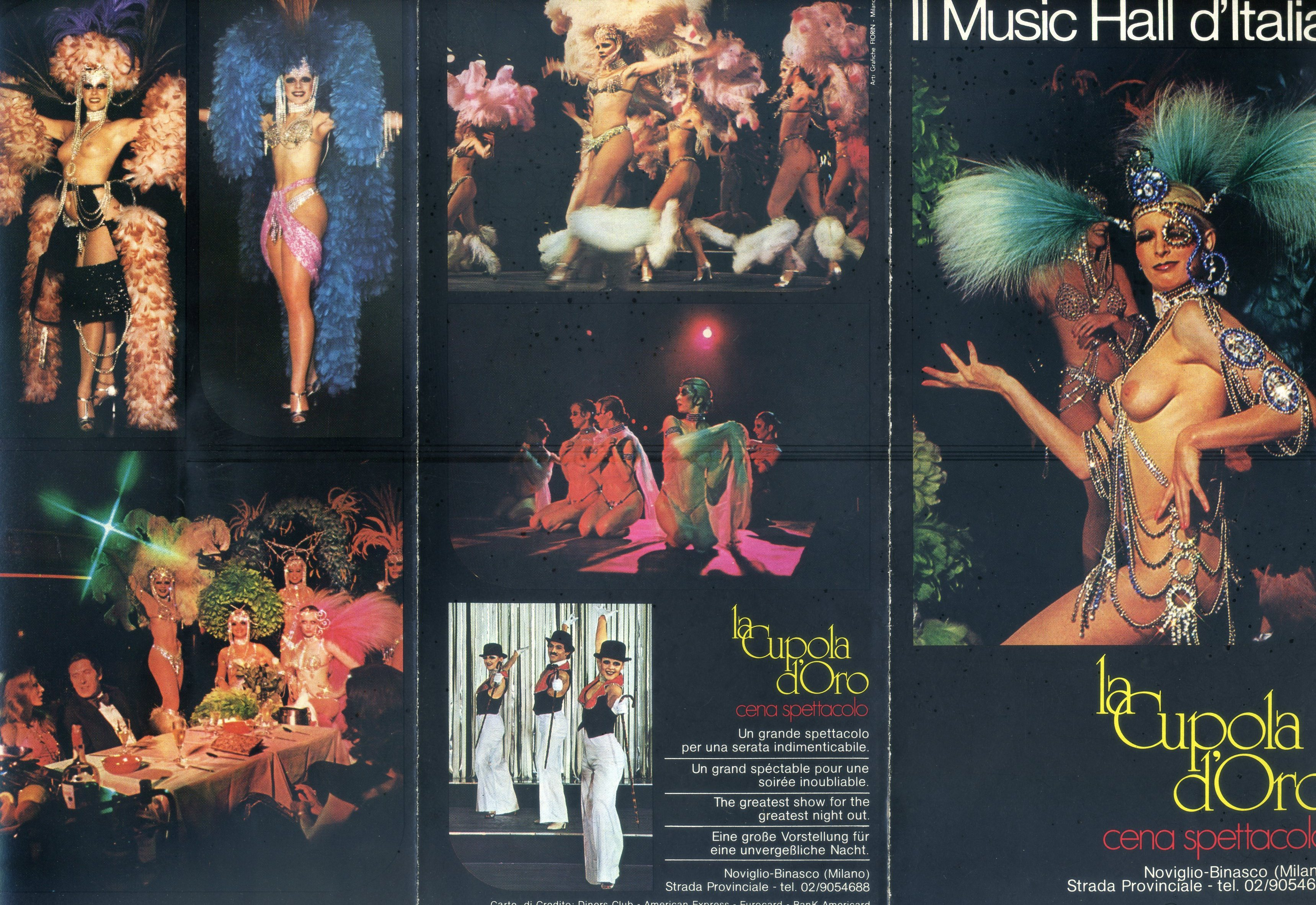
Brochure pubblicitaria Cupola d'Oro (1981) frontespizio
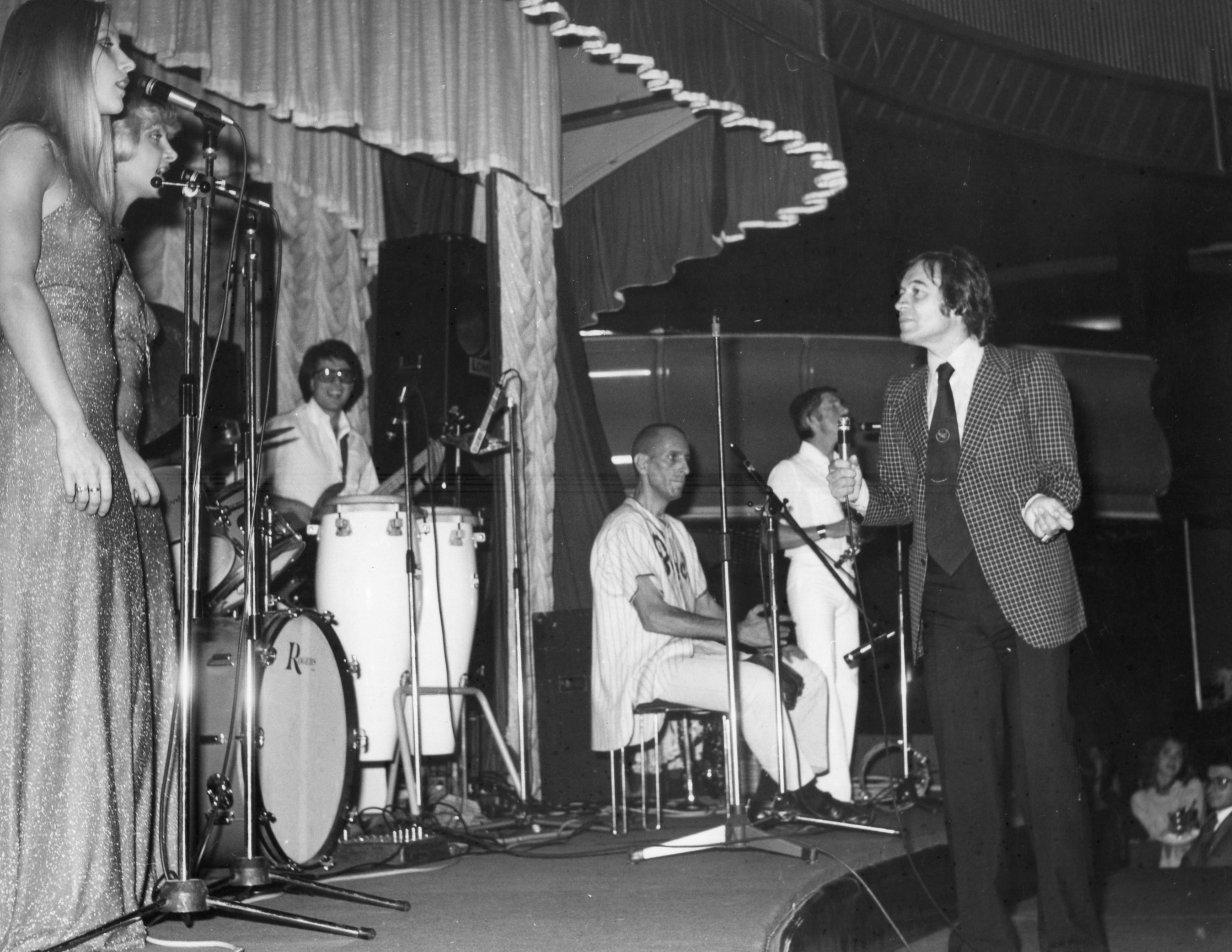
Fred Bongusto alla Cupola d'Oro (1978)
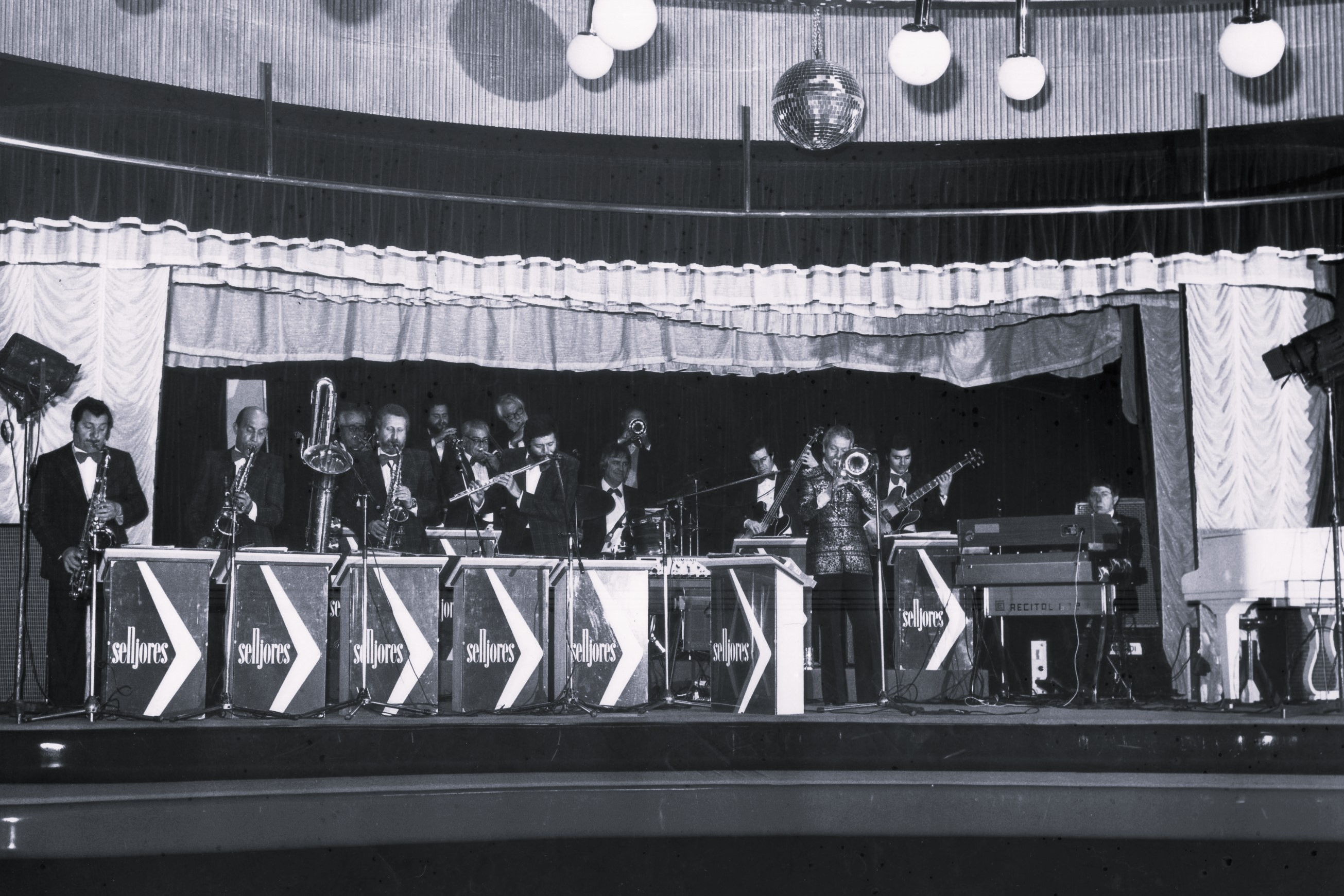
L'orchestra di fiati di Luciano Fineschi alla Cupola d'Oro nel 1977
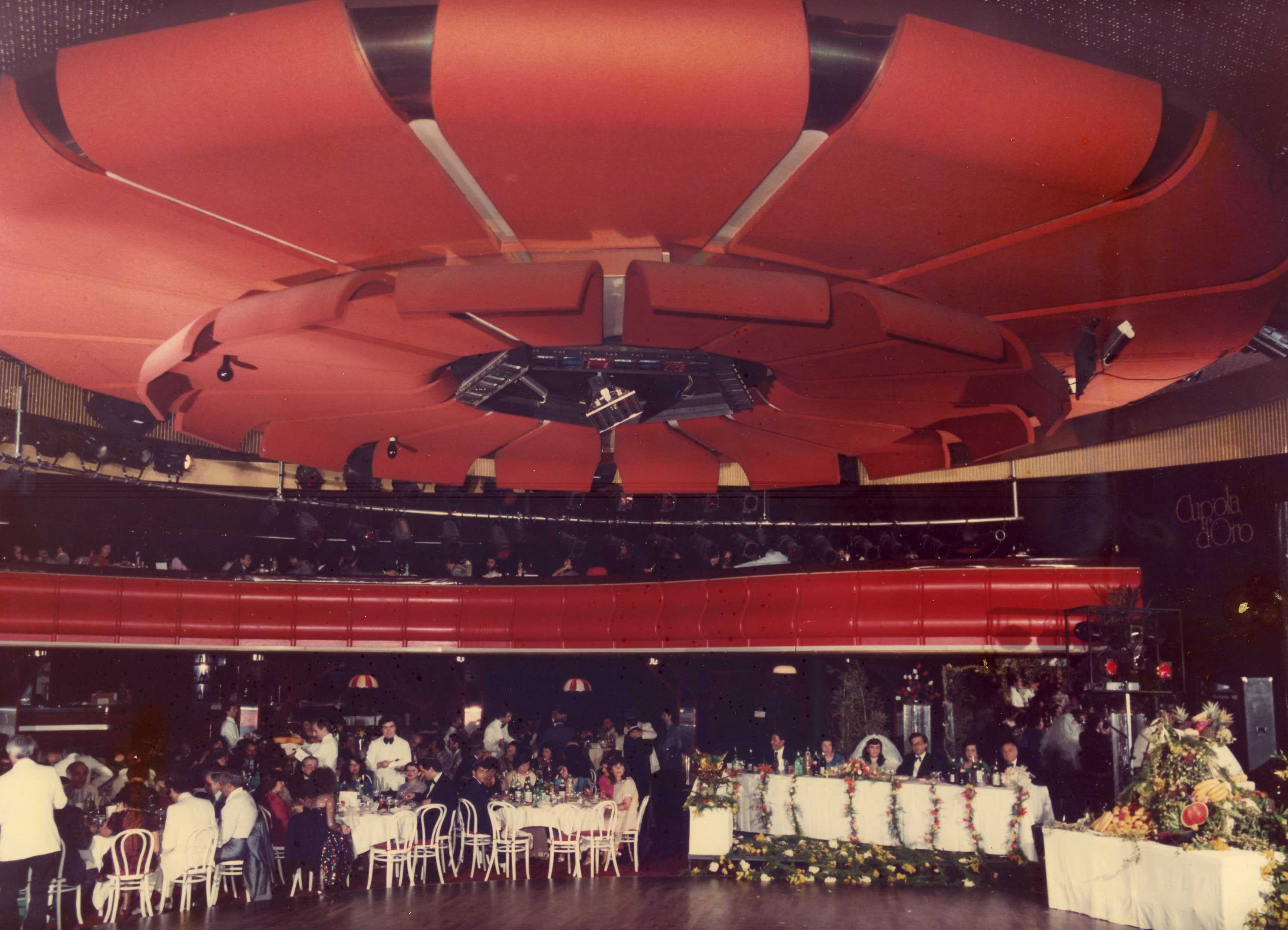
Cupola d'Oro, particolare della sala interna durante un matrimonio (1982)
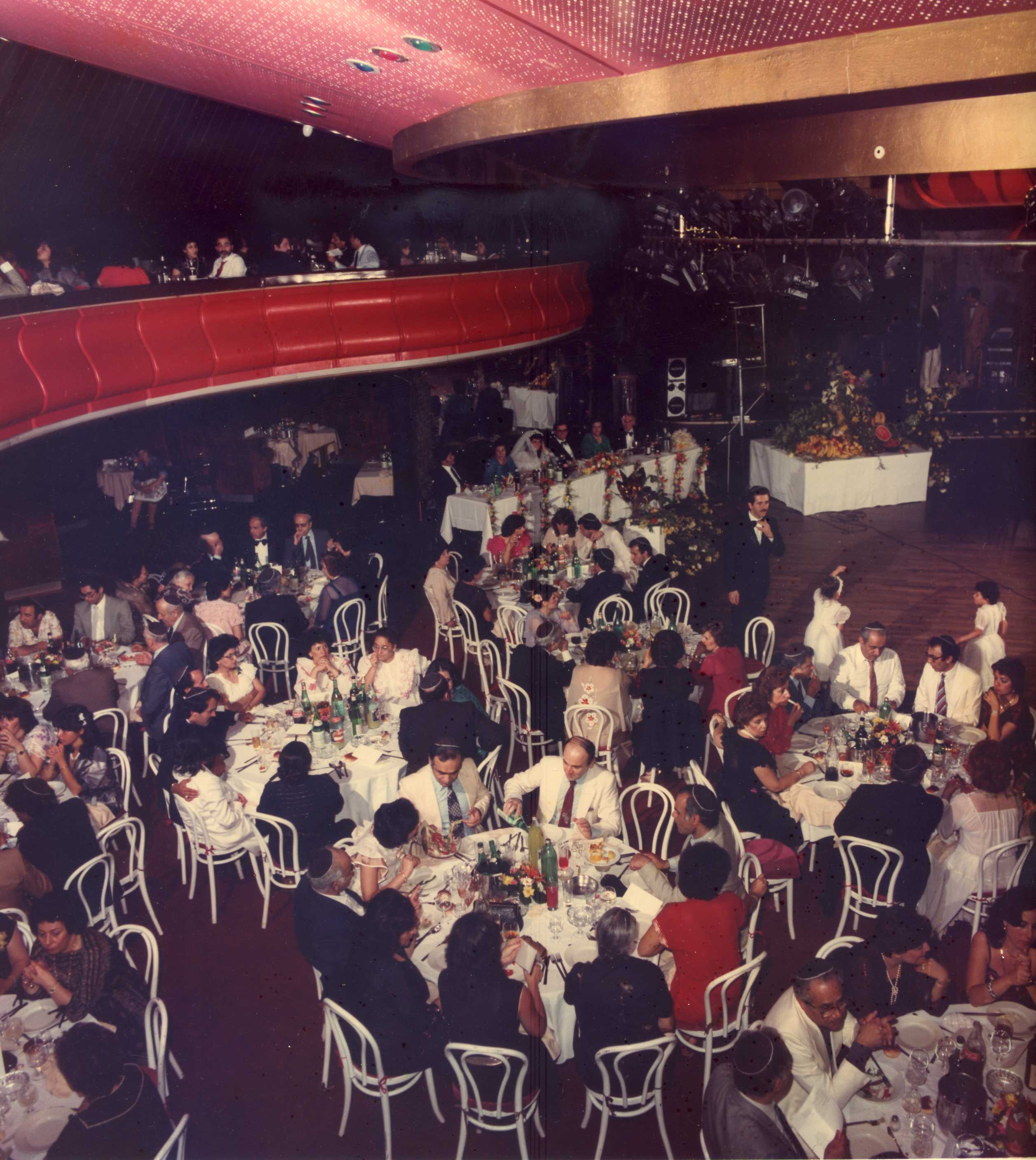
Vista dall'alto della sala
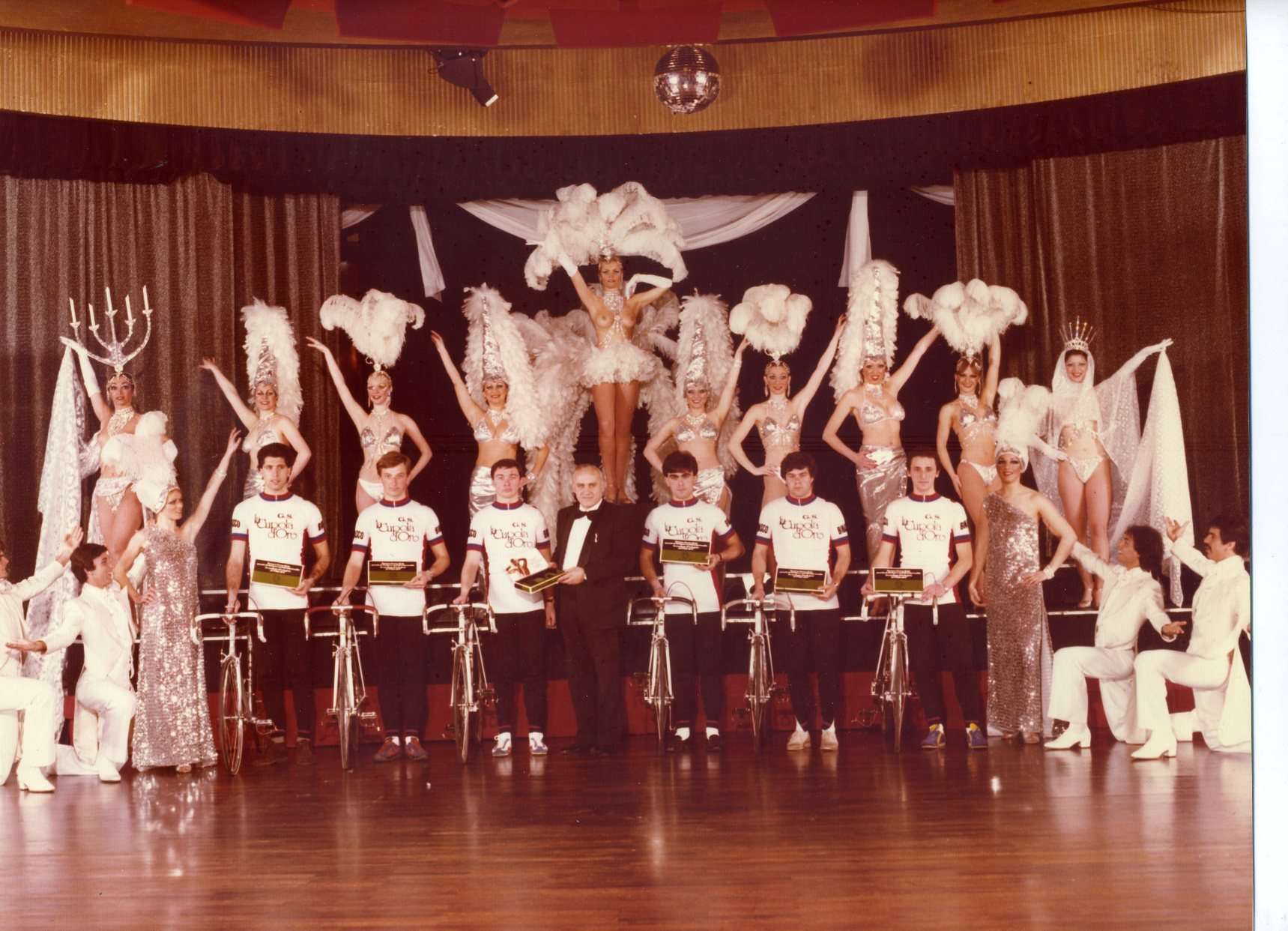
Francesco Marmenti durante la premiazione di alcuni atleti della società sportiva da lui fondata (fine anni '70)
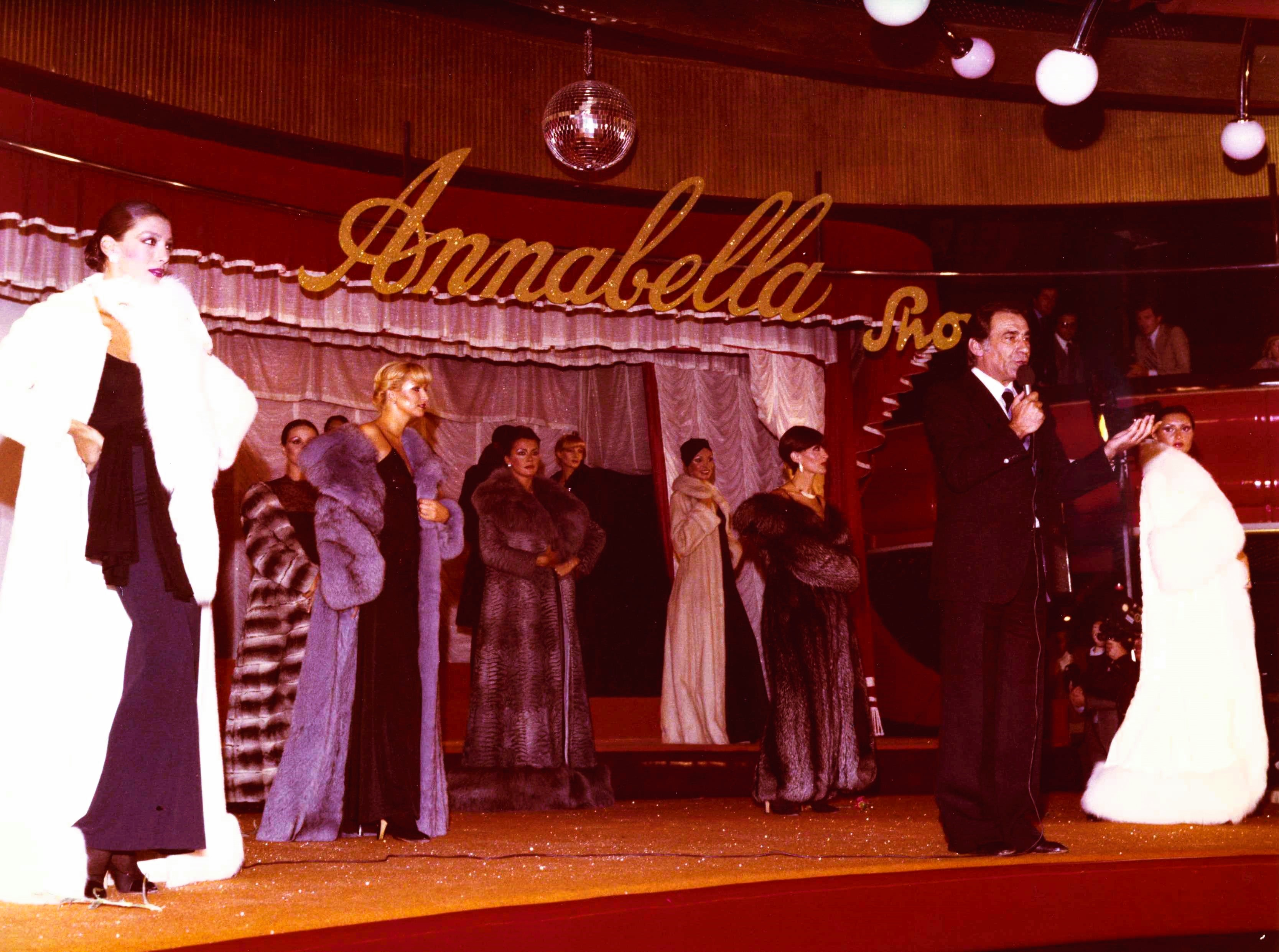
Il noto personaggio televisivo Alberto Lupo presenta una sfilata
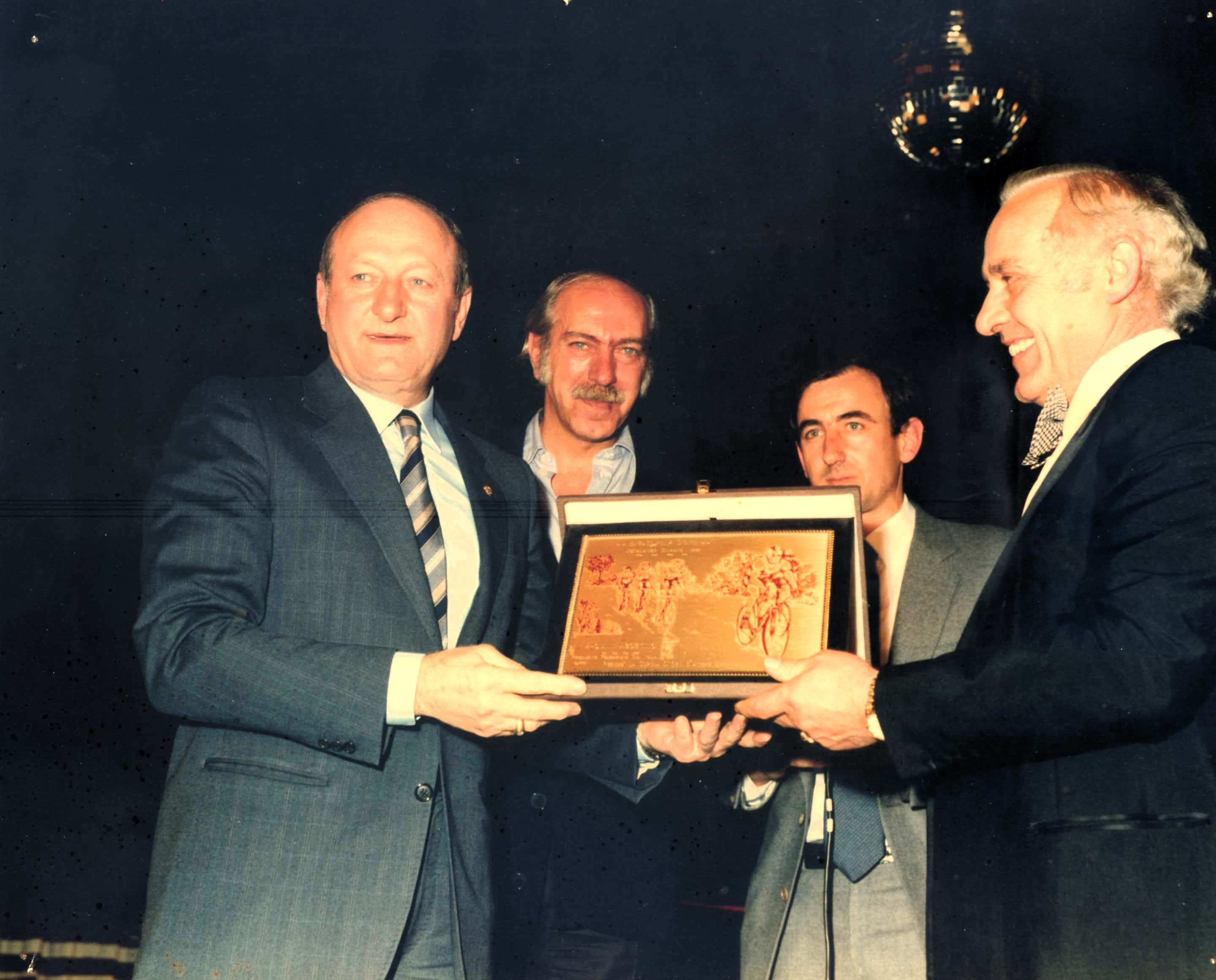
Francesco Marmenti consegna una targa al Presidente della Federazione Ciclistica Italiana AGOSTINO OMINI durante un evento alla Cupola d'Oro (1981)